# مسعود زراعي
مسعود زراعي (مواليد 31 مارس 1979) هو لاعب كرة قدم معتزل يحمل الجنسيتين الإيرانية والقطرية لعب سابقاً مع النادي العربي في دوري نجوم قطر كحارس مرمى.

## روابط خارجية
- مسعود زراعي على موقع Soccerway.com (الإنجليزية)